# Eumecopoda reducta
Eumecopoda reducta är en insektsart som beskrevs av Morgan Hebard 1922. Eumecopoda reducta ingår i släktet Eumecopoda och familjen vårtbitare. Inga underarter finns listade i Catalogue of Life.